# 8 out of 10 Cats
8 out of 10 Cats is een komische televisiesquiz die gemaakt wordt door Zeppotron (een onderdeel van Endemol) voor Channel 4. Het werd voor het eerst uitgezonden op 3 juni 2005. De titel van het programma is gebaseerd op een tagline uit reclame van het kattenvoermerk Whiskas, waarin beweerd werd dat "8 van de 10 katten kiest voor Whiskas". Het programma is gebaseerd op opiniepeilingen en haalt zijn informatie uit peilingen die uitgevoerd worden door verschillende organisaties en die door Harris Interactive uitgevoerd worden voor het programma.
Het programma wordt gepresenteerd door comedian Jimmy Carr en wordt gespeeld door twee teams met teamcaptains Sean Lock en Jon Richardson. In 2016 werden zij vervangen door Rob Beckett en Aisling Bea. Elke week zijn er per team twee gasten, die meestal die week in het nieuws of op televisie zijn geweest.
8 out of 10 Cats wordt opgenomen in het BBC Television Centre, meestal op de donderdag voor de vrijdag van uitzending.
Sinds 2012 is er ook een spin-off van de serie getiteld 8 out of 10 Cats Does Countdown waarbij de teams in een komische setting het populaire tv-spelletje Countdown spelen.